# 亞諾山
亞諾山（英語：Mount Llano），是南極洲的山峰，位於杜費克海岸，處於韋德山東北面11公里，屬於奧拉夫王子山脈的一部分，海拔高度1,930米，現時由南極條約體系管理。

## 外部連結
. . United States Geological Survey.   [2013-06-27].
84°48′S 173°21′W / 84.800°S 173.350°W